# Dorindo Cárdenas
Daniel Dorindo Cárdenas Gutiérrez (Las Guabas, Los Santos, 14 de febrero de 1936), más conocido como Dorindo Cárdenas, es un cantante, acordeonista y compositor panameño de Cumbia y de Música Típica Popular Panameña.
Conocido como “El Poste de Macano Negro”, “El Maestro”, “El Premier de los Comendadores”, “El Músico del Pueblo”, Dorindo Cárdenas ha sido condecorado con más de 100 reconocimientos a través de sus más de 63 años de carrera artística ininterrumpida, entre estos: Orden Vasco Núñez de Balboa en Grado de Gran Comendador, Orden Belisario Porras en Grado de Gran Oficial, Llave de la Ciudad de Panamá, Músico del Siglo y recientemente Medalla Justo Arosemena entregada por la Asamblea Nacional de Panamá.
Ha compuesto más de 100 piezas musicales, entre ellas los éxitos internacionales: “Decimoquinto Festival en Guararé”, cumbia panameña que se ha convertido en un clásico del vallenato en Colombia; «El Solitario», grabado por varios artistas y agrupaciones internacionales de la talla de Alfredo Gutiérrez y Enrique Bunbury y «Olvidemos el Pasado», igualmente inmortalizada internacionalmente.

## Biografía
Dorindo Cárdenas Gutiérrez es el segundo de ocho hijos y sus padres son Peregrino Cárdenas y Clementina Gutiérrez de Cárdenas. Nació en 1936 en el corregimiento de Las Guabas, en el distrito de Los Santos, provincia de Los Santos. Desde pequeño le interesó el canto observando a sus familiares. También de pequeño le interesó tocar el violín  observando a su tío Rosendo Gutiérrez quien residió en el sector de las Guabas arriba, Las Guabas de Los Santos.
Posteriormente decidió fundar el conjunto "Águilas Istmeñas", realizando su primera presentación en 1957 en la provincia de Chiriquí. Luego decide regresar a su pueblo natal donde debió competir con Gelo Córdoba, Claudio Castillo, entre otros.
En la provincia de Los Santos consiguió sus grandes y rotundos éxitos de música típica. Es el único acordeonista de música típica que ha representado a Panamá en el "Festival de Acordeones".

## Discografía
LP
- 1967: El ídolo de las multitudes (Grabaciones luna)
- 1972: En vivo desde el orgullo de azuero (Orca s.a.)
- 1973: Rayando (Orca s.a.)
- 1976: Que siga la fiesta (Orca s.a.)
- 1980: Aunque tus padres no quieran (Tamayo)
- 1982: Antorcha encendida (Tamayo)
- 1983: Alegría y amor (Continental)
- 1985: Alma perdida (Continental)
- 1986: Regresa pronto (Tamayo)
- 1987: El poste (Tamayo)
- 1989: El solitario (Indica)
- 1990: Por siempre (Indica)
- 1992: De ti siempre enamorado (Sophy)
- 1994: Orgullo santeño (Sophy)

No se incluyen los discos compactos, ni los centenares de sencillos de 45 rpm que grabó bajo los sellos (Grecha, Cajar, Artelec, Luna, Padisco, Dismeños, Orca, Tamayo y Sophy).